# Mesvres
Mesvres és un municipi francès, situat al departament de Saona i Loira i a la regió de Borgonya - Franc Comtat. L'any 2007 tenia 836 habitants.

## Demografia

### Població
El 2007 la població de fet de Mesvres era de 836 persones. Hi havia 352 famílies, de les quals 114 eren unipersonals (51 homes vivint sols i 63 dones vivint soles), 117 parelles sense fills, 98 parelles amb fills i 23 famílies monoparentals amb fills.
La població ha evolucionat segons el següent gràfic:
Habitants censats

### Habitatges
El 2007 hi havia 478 habitatges, 370 eren l'habitatge principal de la família, 85 eren segones residències i 23 estaven desocupats. 429 eren cases i 43 eren apartaments. Dels 370 habitatges principals, 279 estaven ocupats pels seus propietaris, 79 estaven llogats i ocupats pels llogaters i 13 estaven cedits a títol gratuït; 31 tenien dues cambres, 87 en tenien tres, 110 en tenien quatre i 142 en tenien cinc o més. 242 habitatges disposaven pel capbaix d'una plaça de pàrquing. A 183 habitatges hi havia un automòbil i a 147 n'hi havia dos o més.

### Piràmide de població
La piràmide de població per edats i sexe el 2009 era:
| Homes | Edats   | Dones |
| ----- | ------- | ----- |
| 0     | 95 o +  | 0     |
| 4     | 90 a 94 | 0     |
| 20    | 85 a 89 | 8     |
| 8     | 80 a 84 | 16    |
| 36    | 75 a 79 | 28    |
| 20    | 70 a 74 | 16    |
| 32    | 65 a 69 | 20    |
| 24    | 60 a 64 | 32    |
| 12    | 55 a 59 | 16    |
| 16    | 50 a 54 | 28    |
| 32    | 45 a 49 | 16    |
| 20    | 40 a 44 | 44    |
| 36    | 35 a 39 | 20    |
| 24    | 30 a 34 | 28    |
| 40    | 25 a 29 | 28    |
| 4     | 20 a 24 | 8     |
| 24    | 15 a 19 | 28    |
| 28    | 10 a 14 | 16    |
| 16    | 5 a 9   | 32    |
| 32    | 0 a 4   | 28    |

## Economia
El 2007 la població en edat de treballar era de 501 persones, 349 eren actives i 152 eren inactives. De les 349 persones actives 312 estaven ocupades (179 homes i 133 dones) i 39 estaven aturades (20 homes i 19 dones). De les 152 persones inactives 54 estaven jubilades, 32 estaven estudiant i 66 estaven classificades com a «altres inactius».

### Ingressos
El 2009 a Mesvres hi havia 381 unitats fiscals que integraven 830 persones, la mediana anual d'ingressos fiscals per persona era de 16.700 €.

### Activitats econòmiques
Dels 35 establiments que hi havia el 2007, 1 era d'una empresa alimentària, 6 d'empreses de construcció, 7 d'empreses de comerç i reparació d'automòbils, 2 d'empreses de transport, 5 d'empreses d'hostatgeria i restauració, 1 d'una empresa financera, 1 d'una empresa immobiliària, 3 d'empreses de serveis, 3 d'entitats de l'administració pública i 6 d'empreses classificades com a «altres activitats de serveis».
Dels 13 establiments de servei als particulars que hi havia el 2009, 1 era una gendarmeria, 1 oficina de correu, 1 taller de reparació d'automòbils i de material agrícola, 2 paletes, 1 fusteria, 2 lampisteries, 1 perruqueria, 3 restaurants i 1 agència immobiliària.
Dels 3 establiments comercials que hi havia el 2009, 1 era una botiga de més de 120 m², 1 una botiga de menys de 120 m² i 1 una fleca.
L'any 2000 a Mesvres hi havia 18 explotacions agrícoles que ocupaven un total de 1.260 hectàrees.

## Equipaments sanitaris i escolars
L'únic equipament sanitari que hi havia el 2009 era una farmàcia.
El 2009 hi havia 1 escola maternal i 1 escola elemental.

## Poblacions més properes
El següent diagrama mostra les poblacions més properes.